# Maurice (roman)
Pour les articles homonymes, voir Maurice.
Cet article concerne le roman. Pour l'article sur le film, voir Maurice (film).
Maurice est  un roman d'Edward Morgan Forster largement autobiographique écrit vers 1913, mais publié seulement en 1971, après la mort de son auteur, en raison de son sujet, un amour homosexuel au début du XXe siècle en Angleterre,.
James Ivory a adapté le livre au cinéma : Maurice (1987). James Wilby, Hugh Grant et Rupert Graves y tiennent les rôles principaux.

## Contexte
Ce roman relate une tumultueuse et grande histoire d'amour entre deux jeunes hommes sous la forme d'une chronique sociale évoquant l'Angleterre puritaine de 1910 à 1913.
Le roman s'est inspiré de la visite de l'auteur avec Edward Carpenter et son ami George Merrill en 1913. À ce moment-là, il avait eu trois choses en tête : l'homosexualité, trois personnages principaux et une fin plaisante.
Forster est entièrement animé par la volonté d'écrire une histoire homosexuelle qui sorte des poncifs tragiques et offre une fin à la fois plausible et heureuse. Il a réécrit la fin du roman en 1919, en 1932 et une dernière fois de 1958 jusqu'en 1960 pour trouver sa fin idéale.
Forster ne croyait pas que son roman pouvait être publié pendant sa vie en raison de l'homosexualité qui était encore considérée comme un crime en Angleterre. Donc, le roman a seulement été publié en 1971, deux ans après sa mort. 
Forster a aussi partagé son manuscrit avec plusieurs de ses amis proches, incluant Lowes Dickinson, Forrest Reid et Siegfried Sassoon.

## Résumé
Au début du roman, Maurice Hall, orphelin de père, âgé de 14 ans, se prépare à quitter l'école préparatoire pour entrer à la public school. Soucieux que Maurice soit au courant des choses de la vie, un de ses professeurs lui parle du mariage et du sexe. Le jeune homme ne retire de cette discussion qu'un vague dégoût.
Représentant de la upper middle-class, il suit des études sans éclat et entre à l’université de Cambridge où il se lie d’amitié avec Clive Durham, héritier d'une famille de gentlemen farmers. Ce dernier lui fait découvrir les textes d'auteurs classiques grecs sur l’homosexualité, en particulier Le Banquet de Platon. Clive est décrit comme froid et intellectuel en comparaison à Maurice plus « rustre » et franc. Une passion fidèle et très chaste unira les deux jeunes hommes pendant deux ans, mais il est implicite que Maurice espère plus de cette relation.
Clive, au moment où il se prépare à diriger le domaine de sa famille, intègre petit à petit le point de vue de la société à l'époque édouardienne sur la bonne manière de vivre. Après un voyage en Grèce qu'il effectuera seul, il prétendra adorer les femmes et rejette Maurice pour épouser une jeune fille de son milieu, Anne Woods.
Maurice, qui a interrompu, puis terminé ses trois ans à Cambridge et mène une vie d’homme d’affaires à la City, supporte très mal la rupture, et pour remplir le vide de son existence, consacre son temps libre à donner des leçons de boxe à des garçons de milieux populaires de l’East End.
Le jeune homme est cependant régulièrement invité dans le domaine de Clive, à présent distant et cordial.
Maurice doute beaucoup durant cette période et se sent profondément seul. Il va jusqu'à pratiquer l'hypnose pour tenter de guérir de son anormalité.
À Penge (Pendersleigh dans le film de Ivory), le jeune garde-chasse Alec Scudder, qui trouve naturel d'être "bisexuel", remarque Maurice et l'observe. Une société sans pitié et un univers de classes sociales séparent les deux hommes. Malgré tout, Scudder pénètre une nuit dans la chambre de Maurice et le surprend. Le héros, secrètement dans l'attente d'un tel échange, se laisse vite entraîner. Au petit matin, Maurice demande même au garde-chasse de l'appeler par son prénom.
Peu après, Alec Scudder sur le point d'émigrer en Argentine, écrit à Maurice afin de le revoir. Le jeune homme d'affaires prend peur et se met à penser que Scudder veut le faire chanter. Il s'ensuit une série de malentendus entre les deux hommes. Ces tensions atteignent leur paroxysme lorsque Scudder se rend à Londres pour voir Maurice. Alors qu'ils admirent les œuvres du British Museum, Maurice dépasse ses peurs et se rend compte qu'il aime Scudder. Ils se réconcilient alors et passent la nuit ensemble.
Un amour passionné les unit et, malgré ses plans affichés, Alec décide de ne pas s'embarquer dans le bateau qui devait le mener en Argentine. Maurice, qui l'attendait au port, rencontre la famille d'Alec, et le révérend Borenius (qui fréquente les Durham), puis, d'instinct, se précipite à Penge, où il retrouvera Alec, dans un lieu emblématique du domaine, avant d'avouer sa liaison avec Alec et de faire ses adieux à Clive Durham, puis de rompre avec son monde. Il laisse ainsi le gentleman-farmer s'enfoncer définitivement dans une vie aveugle et un mariage sans amour.

## Éditions françaises
- Plon, 1973[1]
- C. Bourgois, 1987  (ISBN 2-267-00532-8)

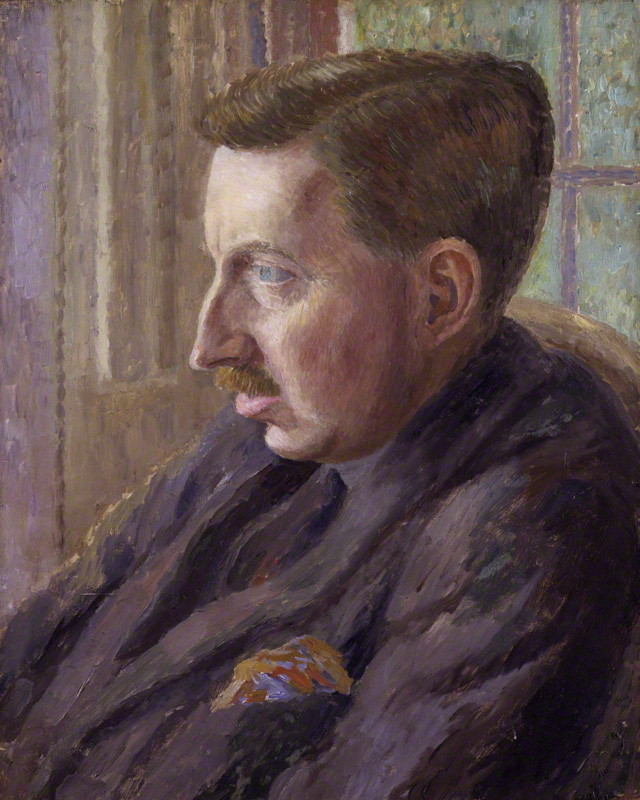
E. M. Forster par Dora Carrington, 1924-25

- U.G.E., 10/18. Domaine étranger no 1979, 1989  (ISBN 2-264-01273-0)

## Adaptation
- 1987 : Maurice, film britannique de James Ivory, adaptation du roman éponyme de E. M. Forster, avec James Wilby jouant Maurice, Hugh Grant jouant Clive et Rupert Graves jouant Alec.